# Fortnite (singolo)
Fortnite  è un singolo del rapper italiano Dani Faiv, pubblicato il 11 maggio 2018 come terzo estratto dal secondo album in studio Fruit Joint.

## Tracce
1. Fortnite – 2:36